# شوبرینس
شوبرینس (به انگلیسی: Shoeburyness) یک منطقهٔ مسکونی در بریتانیا است که در Southend-on-Sea واقع شده‌است. شوبرینس ۱۱٬۱۵۹ نفر جمعیت دارد.